# 翁文灝

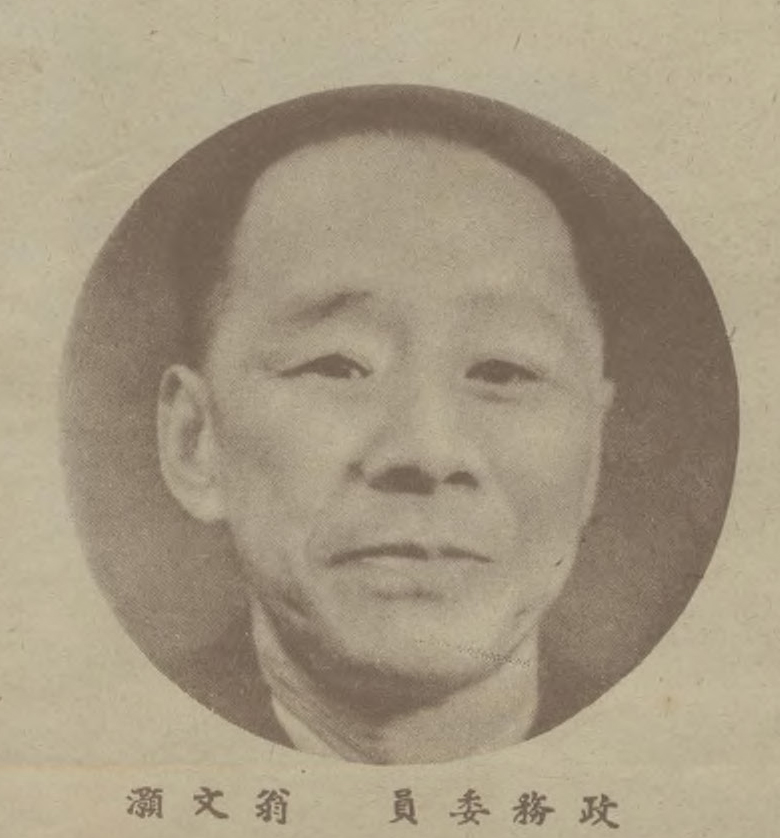

翁文灝（1889年7月26日—1971年1月27日），譜名存璋，字詠霓，又字永年，號君達，又號愨士，浙江鄞縣人，中華民國政治人物，屬政學系，學者，輔仁大學教授，是中國最早期的地質學家之一，對中國地質學教育、礦產開探、地震研究等多方面有傑出貢獻。翁文灝曾以名學者之身份在國民政府內任事，在抗戰期間主管礦務資源與及生產。1948年更擔任行憲後首任行政院院長，在任期間推出金圓券，引起金融混亂和惡性通脹，聲名大壞而下台。1948年12月被中國共產黨列为第12号战犯。1951年從歐洲回到中國大陸，後以特別邀請人士身份成為第二届全國政協委員等職。1971年病逝北京。

## 生平

### 早年經歷

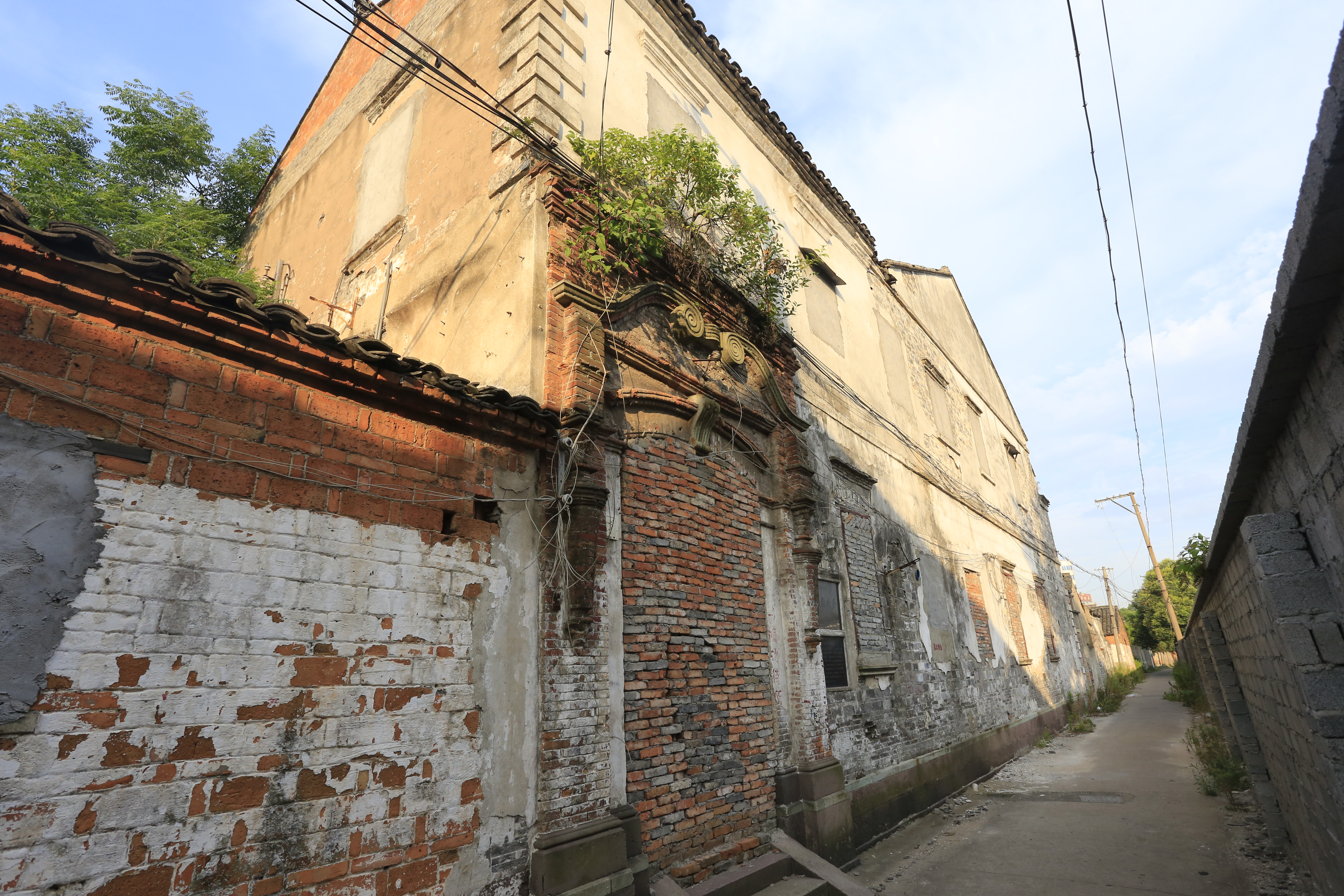
宁波大书院巷11号翁文灏故居

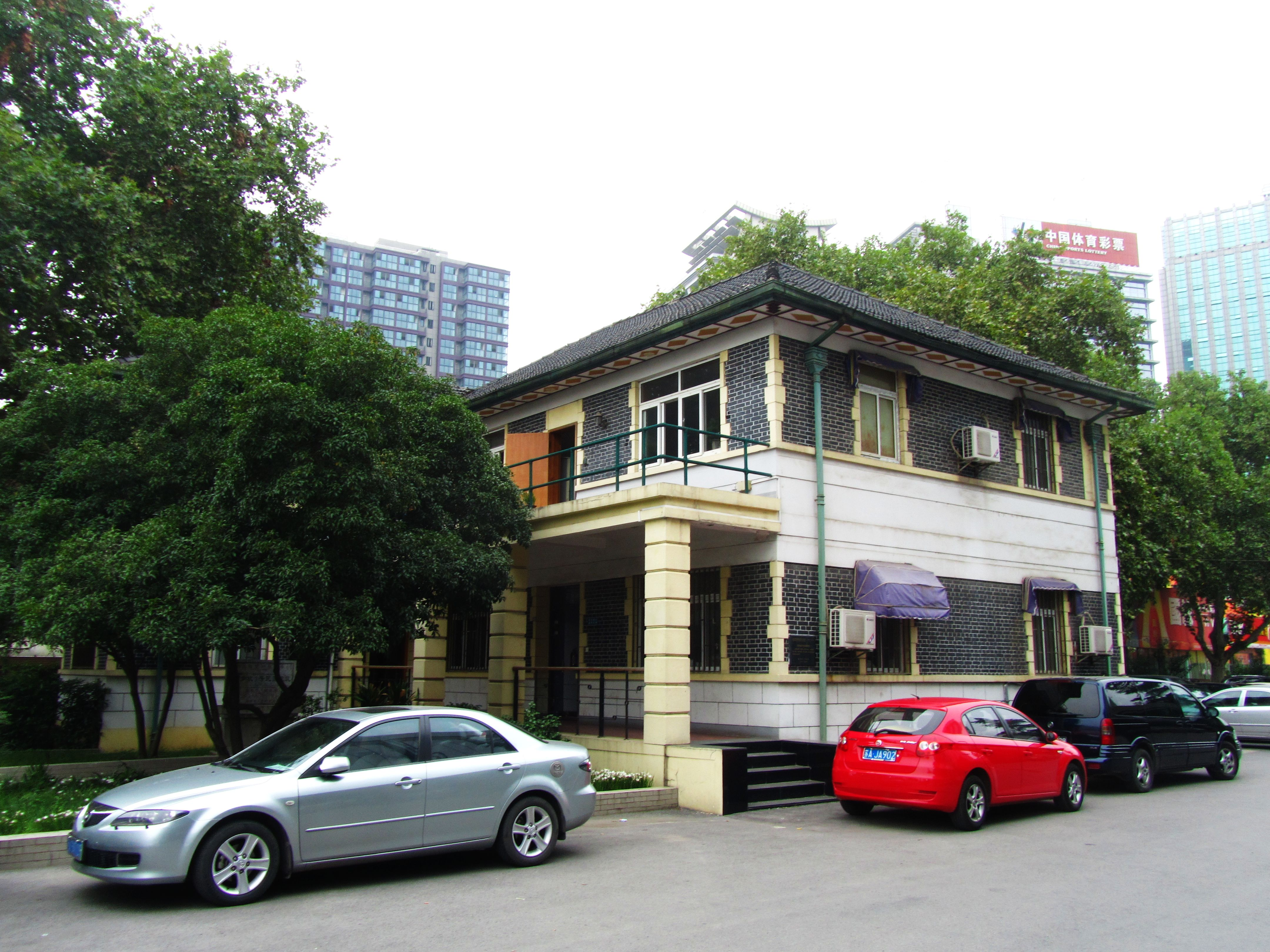
南京百步坡1号翁文灏公馆旧址

翁文灝出身于浙江省鄞縣石塘（今寧波市海曙區高橋鎮石塘村）一个紳商家庭，1902年13歲時通過鄉試中秀才。1906年考入上海震旦公學（速成式大学预科性质），1908年经浙江省官费留学考试合格，1908年10月前往欧洲留學，11月抵布鲁塞尔，与同期赴欧的胡文耀、孙文耀并称“震旦三文”。1913年在比利時鲁汶天主教大学獲地質學理学博士。1913年12月启程回國，1914年1月抵沪。当时从国外学地质归来的还有东京大学章鸿钊任北洋政府農商部下属地质研究所（实为三年制地质学校）所长，格拉斯哥大学的丁文江任地质调查所所长。
在北洋政府農商部任事，並在地質研究所任講師、主任教授，教岩石学和矿床学，地质调查所矿产股长。力推地质学科学名词采用日译汉名，沿用至今。中國首代地質工作者多出自其門下。翁文灝同時亦於北京大學、清華大學任教授，曾為清華地質學系主任、兼任代理校長。
翁文灝對中國地質學各方面研究皆有貢獻。他曾任北洋政府礦產股長，國民政府農礦部地質調查所長，研究中國各種礦產分佈。翁文灝首創多個中國第一：第一位地質學博士、第一個撰寫中國礦產志、編成第一張全國地質圖、第一位代表中国出席国际地质会议的地质学者、第一位对中国煤炭按其化学成分进行分类的学者、燕山运动及与之有关的岩浆活动和金属矿床形成理论的首创者、主導發現及開採中國第一個油田——玉門油田。

### 中年經歷
1920年海原大地震（今寧夏）發生8.5級地震，翁文灝是第一名研究的中國學者，事後出版中國地震區分佈圖，是中國首張地震區劃圖。中國第一個現代地震台鹫峰地震台是在翁的主事下，於1930年在北平西山建立。此外翁文灝對構造地質學、歷史地質學都有研究貢獻。河北省宛平縣周口店出土北京猿人，亦是由翁所主導的新生物研究所所發現。翁文灝是中國地質學會的創會會員之一，亦是中國地理學會第一至十屆會長。翁無論在中國內外學術界皆享有聲譽，英國倫敦地質學會授與其榮譽會員，美國、德國、加拿大各地大學及研究機構亦曾分別授與他榮譽學位或職位。
翁文灝早年表現不欲從政，曾被委為國民政府教育部部長但亦未受；所任政府公職皆與學術有關。1932年出任國民政府軍事委員會國防設計委員會秘書長，但委員會內皆是學術界名人。1934年，翁於考察石油途中遇上嚴重車禍以致昏迷。得蔣中正關護，指令全力搶救，後來渡過危險。事後翁可能是難卻「救命之恩」，正式踏上仕途。1935年蔣自任行政院長，根据翁文灏日记自述，1936年5月23日任行政院秘书长。1938年元月三日，任经济部长。经蒋介石特别介绍，1938年4月19日填入党申请书，5月24日收到国民党党员证书，特字37254号。在抗戰期間主管中國的戰時工業生產及經濟建設。1945年當選中國國民黨中央委員，並任行政院副院長，至1947年辭任。1947年4月23日，國民政府特任翁文灝為行政院政務委員，兼資源委員會委員長:8340。
1948年，當選為中央研究院第一屆院士。

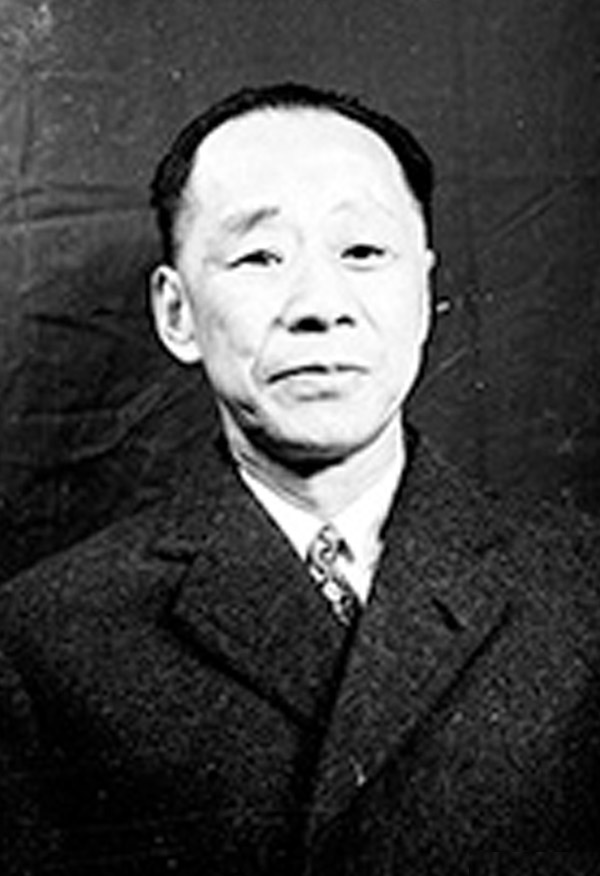
行政院官方肖像

1948年5月，蔣中正以翁文灝為行政院院長:55。5月27日，翁文灝飛至上海，專程訪晤何應欽和吳國楨等人，聽取對組閣之意見，並接洽中國民主社會黨、中國青年黨兩黨負責人；晚上，翁文灝又赴顧孟餘宅，請其出任行政院副院長:8610。翁文灝任內主持貨幣改革，在8月推出金圓券取代法幣，並以行政方法意圖控制物價，結果造成金融失調。翁文灝內閣於11月總辭。12月1日，行政院會議通過非軍事機關分遷於重慶、廣州兩地辦公計劃:8741。
次年1月，蔣中正下野。2月，翁文灝任代總統李宗仁之總統府秘書長。至5月，李宗仁主事與中國共產黨和談失敗，翁辭去秘書長之職，並出國至法國。

### 晚年經歷
1951年，翁經香港回到中國大陸，是曾經擔任中華民國政府高級官員中首名回北京的官員。翁在1948年曾被中國共產黨列為戰犯，回到大陸後初期曾因不積極批蔣而受壓。1954年後方獲任全國政協委員，之後主要從事翻譯及學術研究。文化大革命期間得特別保護而只受少許衝擊。1971年病逝於北京。
翁文灏的墓地原位于北京市八宝山革命公墓内，后根据其家属们按照翁的生前遗愿，将其骨灰移葬于北京万安公墓中其夫人林韵秋墓侧。

## 家庭
翁文灝有四子。大兒子翁心源是著名石油工程師，1970年在文革中被迫害至死。次子翁心翰為國民革命軍空軍機師，於抗日戰爭中殉國。
中國地球物理學奠基人、中国科学院院士翁文波是翁文灝的堂弟。中国工程院院士翁心植是其侄子。美国钛合金专家翁心梓亦是其侄子。

## 主要著作
- 《甘肃地震考》
- 《中国矿产志略》
- 《椎指集》
- 《追悼丁在君先生》
- 《地震》
- 《中国灵长类动物化石》
- 《第一次中国矿业纪要》
- 《山西中部古生代植物化石》
- 《地震浅说》
- 《地质学讲义》

## 评论
“貌似恭谨，心怀机诈；谄上骄下，巧于仕途。”——《中华时报》社论委员沈云龙
林徽因是我们福建的才女，在我们家的客厅经常有些家乡人来拉家常，几乎每次都要提到林徽因，并谈到她嫁给梁启超的长子梁思成。他们还说：梁思成、陈寅恪与翁文灏三人被誉为中国的三位国宝。—梁思成先生遗孀林洙女士在晚年的回忆录《梁思成、林徽因与我》
“蒋先生谬采书生，用翁咏霓组阁。翁咏霓自在长沙撞车以后，思想总是难以集中。同时，他患得患失，不知进退，他对朋友嘻嘻嘻的一笑，没有诚意，而对部下，则刻薄专断，他这样的人怎么能做行政院长？”—陶希圣《关于敦请胡先生出任行政院长及其他》，台湾《传记文学》第28卷第5期，1976年）